# Dinâmio (corretor)
Dinâmio (em latim: Dymanius) foi um oficial romano do século IV, ativo durante o reinado do imperador Constâncio II (r. 337–361).

## Vida
Dinâmio aparece pela primeira vez em 354, quando incitou Constâncio contra o césar Constâncio Galo com ajuda de Picêncio; eles estavam em conluio com Arbício, Caio Ceônio Rúfio Volusiano Lampádio e Eusébio. Eles sugeriram ao imperador que Ursicino, um dos generais de Galo, através de agentes, incitaria uma revolta contra Galo que terminaria com sua elevação ao trono. Em 355, quando ocupava a posição de primeiro atuário sarcinal dos jumentos (actvarivs sarcinalivm principis ivmentorvm), conspirou contra Cláudio Silvano. Segundo Amiano Marcelino, Dinâmio solicitou a Silvano cartas de apresentação para entregar a seus amigos e ele, inocente das intenções de Dinâmio, as fez e entregou-lhe. Quando Silvana estava na Gália combatendo invasores bárbaros, Dinâmio e seus cúmplices apagaram o texto das cartas com uma esponja, deixando apenas sua assinatura, e reescreveram-as com um texto totalmente diferente no qual se dizia que ela estava procurando apoio dentro do palácio e entre os oficiais para proclamar-se imperador.
Dinâmio apresentou as cartas adulteradas a Lampádio, que no momento oportuno mostrou-as a Constâncio em privado. Constâncio decidiu prender aqueles que foram citados nos documentos, inclusive os particulares, que deveriam ser levados à capital das províncias. Posteriormente, para fortalecer sua versão, Dinâmio enviou outras cartas falsas ao tribuno responsável pela fábrica de armas de Cremona, convidando-o, sempre fingindo ser Silvano, a preparar o que estava previsto. Mas a tribuna tornou o caso público e a conspiração foi descoberta: apesar disso, Silvano realmente se rebelou e, no final, Dinâmio foi recompensado sendo o corretor da Túscia e Úmbria.